# Lennart Gabrielsson (politiker)
Lennart Gabrielsson, född 4 januari 1946 i Örebro, är en svensk politiker. Han var tidigare kommunalråd för Folkpartiet Liberalerna i Sollentuna kommun. Han är aktiv kommunalpolitiker sedan 1982, ordförande i Folkpartiets Kommunalpolitiska Råd och 1:e vice ordförande i Sveriges kommuner och landsting (SKL). Han avgick 2014.

### Fotnoter
1. ↑  Axelsson, Anny. ”Styrelse och beredningar”. Sveriges kommuner och landsting. Arkiverad från originalet den 6 oktober 2014. https://web.archive.org/web/20141006132659/http://skl.se/4.2625f9e6145ac763d077052f.html. Läst 13 maj 2011.
2. ↑  ”FP-veteranen Gabrielsson slutar - P4 Stockholm”. sverigesradio.se. Sveriges Radio. https://sverigesradio.se/artikel/5108351. Läst 16 oktober 2020.